# Bob Mark
Pour les articles homonymes, voir Mark.
Bob Mark (né le 28 novembre 1937 à Albury - mort le 23 juillet 2006 en Afrique du Sud) est un joueur de tennis australien.

## Palmarès (partiel)

### Finale en simple messieurs
| No | Date | Nom et lieu du tournoi       | Catégorie | Surface | Vainqueur        | Score          |  |
| -- | ---- | ---------------------------- | --------- | ------- | ---------------- | -------------- |  |
| 1  | 1958 | Tournoi de tennis du Queen's |           | NC      | Malcolm Anderson | 1-6, 11-9, 6-3 |  |

### Titres en double messieurs
| No | Date       | Nom et lieu du tournoi             | Catégorie | Surface      | Partenaire | Finalistes                  | Score                    |          |
| -- | ---------- | ---------------------------------- | --------- | ------------ | ---------- | --------------------------- | ------------------------ | -------- |
| 1  | 16-01-1959 | Australian Championships Adélaïde  | G. Chelem | Gazon (ext.) | Rod Laver  | Don Candy Robert Howe       | 9-7, 6-4, 6-2            | Parcours |
| 2  | 22-01-1960 | Australian Championships Brisbane  | G. Chelem | Gazon (ext.) | Rod Laver  | Roy Emerson Neale Fraser    | 1-6, 6-2, 6-4, 6-4       | Parcours |
| 3  | 17-01-1961 | Australian Championships Melbourne | G. Chelem | Gazon (ext.) | Rod Laver  | Roy Emerson Martin Mulligan | 6-3, 7-5, 3-6, 9-11, 6-2 | Parcours |

### Finales en double messieurs
| No | Date       | Nom et lieu du tournoi                   | Catégorie | Surface      | Vainqueurs                 | Partenaire     | Score                   |          |
| -- | ---------- | ---------------------------------------- | --------- | ------------ | -------------------------- | -------------- | ----------------------- | -------- |
| 1  | 17-01-1958 | Australian Championships Sydney          | G. Chelem | Gazon (ext.) | Ashley Cooper Neale Fraser | Roy Emerson    | 7-5, 6-8, 3-6, 6-3, 7-5 | Parcours |
| 2  | 22-06-1959 | The Championships Wimbledon              | G. Chelem | Gazon (ext.) | Roy Emerson Neale Fraser   | Rod Laver      | 8-6, 6-3, 14-16, 9-7    | Parcours |
| 3  | 02-09-1960 | US National Championships Forest Hills   | G. Chelem | Gazon (ext.) | Neale Fraser Roy Emerson   | Rod Laver      | 9-7, 6-2, 6-4           | Parcours |
| 4  | 1961       | Tournoi de tennis de Barcelone Barcelone |           | Terre (ext.) | Bob Hewitt Fred Stolle     | Manuel Santana | 2-6, 6-3, 6-4, 6-4      |          |
| 5  | 15-05-1961 | Internationaux de France Paris           | G. Chelem | Terre (ext.) | Roy Emerson Rod Laver      | Robert Howe    | 3-6, 6-1, 6-1, 6-4      | Parcours |

### Titres en double mixte
| No | Date       | Nom et lieu du tournoi                 | Catégorie | Surface      | Partenaire      | Finalistes                  | Score           |          |
| -- | ---------- | -------------------------------------- | --------- | ------------ | --------------- | --------------------------- | --------------- | -------- |
| 1  | 16-01-1959 | Australian Championships Adélaïde      | G. Chelem | Gazon (ext.) | Sandra Reynolds | Renee Schuurman Rod Laver   | 4-6, 13-11, 6-1 | Parcours |
| 2  | 01-09-1961 | US National Championships Forest Hills | G. Chelem | Gazon (ext.) | Margaret Smith  | Darlene Hard Dennis Ralston | Forfait         | Parcours |

### Finales en double mixte
| No | Date       | Nom et lieu du tournoi                   | Catégorie | Surface      | Vainqueurs                     | Partenaire          | Score           |          |
| -- | ---------- | ---------------------------------------- | --------- | ------------ | ------------------------------ | ------------------- | --------------- | -------- |
| 1  | 10-06-1957 | Kent Lawn Tennis Championships Beckenham |           | Gazon (ext.) | Darlene Hard Tommy Anderson    | Pat Hird            | 6-4, 6-1        | Parcours |
| 2  | 06-11-1958 | South Australian Championships Adélaïde  |           | Gazon (ext.) | Renee Schuurman Rod Laver      | Sandra Reynolds     | 6-4, 6-2        | Parcours |
| 3  | 04-09-1959 | US National Championships Forest Hills   | G. Chelem | Gazon (ext.) | M. Osborne duPont Neale Fraser | Janet Hopps         | 7-5, 13-15, 6-2 | Parcours |
| 4  | 30-11-1959 | Victorian Championships Melbourne        |           | Gazon (ext.) | Maria Bueno Robert Howe        | Mary Carter Reitano | 7-5, 6-3        | Parcours |
| 5  | 22-01-1960 | Australian Championships Brisbane        | G. Chelem | Gazon (ext.) | Jan Lehane Trevor Fancutt      | Mary Carter Reitano | 6-2, 7-5        | Parcours |